# Ebelingia
Ebelingia Lehtinen, 2005 è un genere di ragni appartenente alla famiglia Thomisidae.

## Distribuzione
Le due specie note di questo genere sono diffuse in Asia orientale, prevalentemente in territorio cinese

## Tassonomia
La costituzione di questo genere è dovuta ad uno studio dell'aracnologo Lehtinen (2005a) sugli esemplari tipo di Mecaphesa kumadai (Ono, 1985).
Non sono stati esaminati esemplari di questo genere dal 2009.
A giugno 2014, si compone di due specie:
- Ebelingia hubeiensis (Song & Zhao, 1994) — Cina
- Ebelingia kumadai (Ono, 1985)[2] — Russia, Cina, Corea, Giappone, isola di Okinawa